# Hamza Alić
Hamza Alić (Srebrenica, 20 de enero de 1979) es un atleta bosnio especializado en la prueba de lanzamiento de bala, en la que consiguió ser subcampeón europeo en pista cubierta en 2013.

## Carrera deportiva
En el Campeonato Europeo de Atletismo en Pista Cubierta de 2013 ganó la medalla de plata en el lanzamiento de peso, con una marca de 20.34 metros que fue su mejor marca personal, tras el serbio Asmir Kolašinac (oro con 20.62 metros) y por delante del checo Ladislav Prášil (bronce con 20.29 metros).